# Licinius Imbrex
Licinius Imbrex war ein römischer Komödiendichter republikanischer Zeit. Von seinen Werken sind nur ein Titel und ein zwei Verse umfassendes Fragment erhalten.
Seine Lebensdaten sind unbekannt, doch wird er von Gellius als alter, das heißt früher Dichter von Komödien (vetus comoediarum scriptor) bezeichnet. Er war wohl Zeitgenosse des Plautus, hatte seine Blüte folglich um 200 v. Chr. Gellius nennt auch den heute einzig bekannten Titel eines seiner Stücke – Neaera – und überliefert die zugehörigen Verse:

„Nolo ego Neaeram te vocent, sed Nerienem,
Cum quidem Mavorti es in conubium data“

„Ich möchte nicht, dass sie dich Neaera nennen, sondern Nerienes,
da du ja dem Mars zur Ehe gegeben bist.“

Angespielt wird auf Nerio, Kultgenossin und Gemahlin des Mars, die auch bei Plautus Nerienes genannt wird.
Volcacius Sedigitus zählt Licinius Imbrex in seinem Kanon der Palliatendichter an vierter Stelle auf, hinter Caecilius Statius, Plautus und Naevius. Wohl nicht gleichzusetzen ist Licinius Imbrex mit Publius Licinius Tegula, laut Livius Verfasser eines durch die Decemviri sacris faciundis bestellten Sühneliedes anlässlich eines im Jahr 200 v. Chr. eingetretenen Prodigiums. Zwar sind Tegula und Imbrex zwei antike Dachziegelformen, in ihrer Funktion sind sie jedoch zu verschieden, um synonym gebraucht werden zu können. Aufgabe derartiger Beinamen war aber die Unterscheidung namensgleicher Zeitgenossen. Imbrex und tegula haben im Bereich des Theaterwesens jedoch eine weitere Bedeutung und kennzeichnen die Art des gespendeten Applaus: tegula mit flachen Händen, imbrex mit hohlen Händen. Die verwandten und doch verschiedenen Beinamen könnten bei Personen, die für die Bühne und den öffentlichen Auftritt schufen, hierauf anspielen.